# Andy Bell (cantor)
Andrew Ivan Bell (Peterborough, 25 de abril de 1964), mais conhecido como Andy Bell, é um cantor britânico.

## Biografia
Bell estudou no King's School de Peterborough.
Em 1985, tornou-se o vocalista da dupla de synthpop Erasure, criada em parceria com Vince Clarke (ex-Depeche Mode e ex-Yazoo). A formação se deu após um anúncio no jornal Melody Maker postado por Vince, que procurava por um vocalista para um novo projeto musical. Andy, que até então havia tido experiência em corais e em outra dupla chamada Dinger, foi o 43° candidato a fazer uma audição e acabou sendo aprovado. Começava o Erasure, que acumulou grandes hits ao longo da carreira, principalmente no final dos anos 80 e no início dos 90, como "Oh L'amour", "A Little Respect", "Stop!", "Blue Savannah", "Love To Hate You" e tantos outros.
Andy é ainda o letrista do Erasure. Suas canções falam principalmente sobre o amor, mas já tratou de outros temas mais polêmicos como religião e guerra, principalmente no álbum Chorus, escrito na época da guerra do Golfo.
Além de seus vocais característicos, Andy Bell é reconhecido pela sua postura extravagante nos palcos: seja por suas coreografias ou pelos seus figurinos extravagantes, principalmente os que usava até meados dos anos 90. Essa postura e o fato de falar abertamente sobre sua homossexualidade, tornaram Andy também conhecido como um dos grandes defensores dos direitos dos gays. Em 1998, ele foi diagnosticado como portador do vírus da AIDS. Além de já ter lançado 13 álbuns com o Erasure, Andy Bell já lançou dois trabalhos solo: Electric Blue (2005) e Non-Stop (2010), que possuem um som electro que os de sua famosa dupla.